# Eremophila (Scrophulariaceae)
Eremophila (Scrophulariaceae) é um género botânico pertencente à família Scrophulariaceae...